# 八島薬品
八島薬品株式会社（やじまやくひん）は、医薬品・一般用医薬品の卸売を中心とする日本の企業であった。現在はスズケングループの一社「株式会社サンキ」である。医薬品の卸売手。

## 概要
- 本社・岡山県倉敷市老松町511
- 代表取締役社長　守田武彦

## 沿革
- 1959年（昭和34年）「八島薬品」創業
- 1965年（昭和40年）5月岡山市の良互薬品株式会社に合併